# Coupe de Turquie masculine de volley-ball
La Coupe de Turquie de volley-ball masculin est organisée par la Fédération Turquie de volley-ball (Türkiye Voleybol Federasyonu-TVF), elle a été créée en 1988.

## Palmarès
| Année   | Vainqueur                | Score                                                                               | Finaliste                |
| ------- | ------------------------ | ----------------------------------------------------------------------------------- | ------------------------ |
| 1989    | Sönmez Filament Bursa    | 3 - 2 (16-14, 15-12, 8-15, 11-15, 15-9) 3 - 0 (15-11, 15-12, 16-14)                 | Emlakbank Ankara         |
| 1990    | Eczacıbaşı İstanbul      | 3 - 0 (15-4, 15-13, 15-12) 3 - 0 (16-14, 15-13, 15-8)                               | Ziraat Bankası Ankara    |
| 1991    | Eczacıbaşı İstanbul      | 3 - 0 (16-14, 15-5, 15-12) 3 - 2 (13-15, 15-5, 12-15, 15-12, 16-14)                 | Ziraat Bankası Ankara    |
| 1992    | Halkbank Ankara          | Round-robin                                                                         | Sönmez Filament Bursa    |
| 1993    | Halkbank Ankara          | 3 - 0 (15-8, 15-13, 15-12) 3 - 1 (15-10, 12-15, 15-5, 15-12)                        | Arçelik İstanbul         |
| 1994    | NETAŞ İstanbul           | 3 - 2 (15-12, 13-15, 15-8, 15-17, 19-17) 3 - 2 (17-15, 15-10, 14-16, 3-15, 15-13)   | Arçelik İstanbul         |
| 1995    | Eczacıbaşı İstanbul      | 3 - 0 (15-9, 15-11, 16-14) 3 - 1 (14-16, 15-12, 16-14, 15-6)                        | Arçelik İstanbul         |
| 1996    | Halkbank Ankara          | 1 - 3 (?) 3 - 0 (15-9, 15-4, 15-5)                                                  | İstanbul BBSK            |
| 1997    | NETAŞ İstanbul           | Round-robin                                                                         | Halkbank Ankara          |
| 1998    | NETAŞ İstanbul           | 3 - 2 (14-16, 17-15, 12-15, 15-6, 15-11)                                            | Arçelik İstanbul         |
| 1999    | NETAŞ İstanbul           | 3 - 1 (25-20, 25-21, 24-26, 26-24)                                                  | Galatasaray İstanbul     |
| 2000    | Arçelik İstanbul         | 3 - 0 (25-19, 26-24, 25-19)                                                         | Erdemirspor Zonguldak    |
| 2001    | Arçelik İstanbul         | 3 - 0 (25-18, 26-24, 25-19)                                                         | İstanbul BBSK            |
| 2002    | SSK Ankara               | 3 - 2 (22-25, 25-20, 15-25, 25-20, 15-12)                                           | Arçelik İstanbul         |
| 2003-07 | compétition non disputée | compétition non disputée                                                            | compétition non disputée |
| 2008    | Fenerbahçe İstanbul      | 3 - 1 (26-28, 29-27, 25-17, 29-27) 3 - 0 (25-23, 25-20, 25-22)                      | Arkas Spor İzmir         |
| 2009    | Arkas Spor İzmir         | 3 - 2 (26-28, 20-25, 25-18, 25-18, 15-13) 2 - 3 (18-25, 29-27, 24-26, 25-19, 12-15) | Ziraat Bankası Ankara    |
| 2010    | Ziraat Bankası Ankara    | 3 - 1 (19-25, 25-20, 25-18, 25-21) 3 - 1 (26-24, 25-23, 19-25, 25-22)               | Galatasaray İstanbul     |
| 2011    | Arkas Spor İzmir         | 3 - 2 (25-23, 23-25, 20-25, 25-16, 15-13)                                           | Fenerbahçe İstanbul      |
| 2012    | Fenerbahçe İstanbul      | 3 - 1 (25-20, 23-25, 25-23, 25-17)                                                  | Galatasaray İstanbul     |
| 2013    | Halkbank Ankara          | Round-robin                                                                         | Arkas Spor İzmir         |
| 2014    | Halkbank Ankara          | Round-robin                                                                         | Fenerbahçe Grundig       |
| 2015    | Halkbank Ankara          | 3 - 0 (25-18, 25-23, 25-22)                                                         | Arkas Spor İzmir         |
| 2016    | compétition non disputée | compétition non disputée                                                            | compétition non disputée |
| 2017    | Fenerbahçe İstanbul      | 3 - 1 (25-23, 25-20, 15-25, 25-21)                                                  | Halkbank Ankara          |
| 2018    | Halkbank Ankara          | 3 - 2 (23-25, 25-22, 25-16, 15-11)                                                  | Maliye Piyango           |
| 2019    | Fenerbahçe İstanbul      | 3 - 2 (25-20, 25-18, 20-25, 22-25, 15-12)                                           | Galatasaray İstanbul     |

## Bilan par club
| Club                  | Titres | Ville    | Année                                    |
| --------------------- | ------ | -------- | ---------------------------------------- |
| Halkbank Ankara       | 7      | Ankara   | 1992, 1993, 1996, 2013, 2014, 2015, 2018 |
| NETAŞ İstanbul        | 4      | İstanbul | 1994, 1997, 1998, 1999                   |
| Fenerbahçe İstanbul   | 4      | İstanbul | 2008, 2012, 2017, 2019                   |
| Eczacıbaşı İstanbul   | 3      | İstanbul | 1990, 1991, 1995                         |
| Arçelik İstanbul      | 2      | İstanbul | 2000, 2001                               |
| Arkas Spor İzmir      | 2      | İzmir    | 2009, 2011                               |
| Sönmez Filament Bursa | 1      | Bursa    | 1989                                     |
| SSK Ankara            | 1      | Ankara   | 2002                                     |
| Ziraat Bankası Ankara | 1      | Ankara   | 2010                                     |